# دنیاگیری کووید-۱۹ در کانادا
دنیاگیری کووید-۱۹ در کانادا بخشی از دنیاگیری بیماری کروناویروس ۲۰۱۹ در جهان است. اولین مورد تأیید شده در کانادا در ۲۲ ژانویه ۲۰۲۰ در شهر تورنتو اعلام شد.